# 布里斯托 (新罕布什爾州普查規定居民點)
布里斯托（英語：Bristol）是位於美國新罕布什爾州格拉夫頓縣的普查規定居民點。

## 人口
根據2020年美國人口普查的數據，布里斯托的面積為10.55平方千米，當中陸地面積為10.39平方千米，而水域面積為0.16平方千米。當地共有人口1911人，而人口密度為每平方千米181.14人。